# Dinatriuminosinat
Dinatriuminosinat ist eine chemische Verbindung aus der Gruppe der Purin-Nukleotide.

## Eigenschaften
Dinatriuminosinat ist das Natriumsalz des Inosinmonophosphats. Das Anion bindet, wie auch das Anion des Dinatriumguanylats, an den heterodimeren Rezeptor aus T1R1 und T1R3 auf der menschlichen Zunge und verstärkt die Wirkung von Glutamat beim Umami-Geschmack.

## Verwendung
Dinatriuminosinat wird als Geschmacksverstärker mit der E-Nummer E 631 verwendet. Es wird aufgrund seiner Umami-verstärkenden Wirkung meist in Verbindung mit Glutamaten verwendet, oft auch in Verbindung mit Dinatriumguanylat. Eine 1:1-Mischung von Dinatriumguanylat und Dinatriuminosinat wird als Dinatrium-5′-ribonucleotid (E 635) bezeichnet. Dinatriuminosinat kommt in allen Lebewesen vor. In Fleisch und Meerestieren kommt es gehäuft vor. Für die Nutzung in Lebensmitteln wird Dinatriumguanylat aus Fleisch, Meerestieren oder Tapiokamehl gewonnen. Da Purinnukleotide im Stoffwechsel zu Harnsäure abgebaut werden, sind sie bei Gicht zu vermeiden.